# Бородатка бурогорла
Бородатка бурогорла (Capito dayi) — вид дятлоподібних птахів родини бородаткових (Capitonidae).

## Поширення
Вид поширений в Південній Америці. Трапляється в амазонський тропічних дощових лісах на південному заході Бразилії та на крайньому сході Болівії (національний парк Ноель Кемпф Меркадо).

## Опис
Птах завдовжки до 17 см. Живиться фруктами та ягодами, рідше комахами.